# John Henson (cestista)
John Allen Henson (Greensboro, 28 dicembre 1990) è un ex cestista statunitense, di ruolo ala grande.

## Carriera
Dopo quattro anni alla North Carolina University, è stato selezionato al draft NBA 2012 come 14ª scelta assoluta dai Milwaukee Bucks.
Il 7 dicembre 2018 viene ceduto via trade ai Cleveland Cavaliers con Matthew Dellavedova in cambio di George Hill e Sam Dekker.
Il 6 febbraio 2020 passa ai Detroit Pistons, insieme a Brandon Knight, per Andre Drummond.

## Statistiche

### College
| Anno      | Squadra             | PG  | PT | MP   | TC%  | 3P%  | TL%  | RP   | AP  | PRP | SP  | PP   |
| --------- | ------------------- | --- | -- | ---- | ---- | ---- | ---- | ---- | --- | --- | --- | ---- |
| 2009-2010 | N. Carol. Tar Heels | 37  | 12 | 15,8 | 48,6 | 22,2 | 43,8 | 4,4  | 0,9 | 0,7 | 1,6 | 5,7  |
| 2010-2011 | N. Carol. Tar Heels | 37  | 36 | 26,7 | 50,0 | 16,7 | 48,2 | 10,1 | 0,8 | 0,6 | 3,2 | 11,7 |
| 2011-2012 | N. Carol. Tar Heels | 35  | 34 | 29,1 | 50,0 | -    | 51,1 | 9,9  | 1,3 | 0,6 | 2,9 | 13,7 |
| Carriera  | Carriera            | 109 | 82 | 23,8 | 49,7 | 20,8 | 48,4 | 8,1  | 1,0 | 0,6 | 2,5 | 10,3 |

### NBA

#### Regular season
| Anno      | Squadra             | PG  | PT  | MP   | TC%  | 3P%  | TL%  | RP  | AP  | PRP | SP  | PP   |
| --------- | ------------------- | --- | --- | ---- | ---- | ---- | ---- | --- | --- | --- | --- | ---- |
| 2012-2013 | Milwaukee Bucks     | 63  | 9   | 13,1 | 48,2 | 0,0  | 53,3 | 4,7 | 0,5 | 0,3 | 0,7 | 6,0  |
| 2013-2014 | Milwaukee Bucks     | 70  | 23  | 26,5 | 53,8 | 0,0  | 51,4 | 7,1 | 1,6 | 0,6 | 1,7 | 11,1 |
| 2014-2015 | Milwaukee Bucks     | 67  | 11  | 18,3 | 56,6 | 0,0  | 56,9 | 4,7 | 0,9 | 0,4 | 2,0 | 7,0  |
| 2015-2016 | Milwaukee Bucks     | 57  | 1   | 16,8 | 56,4 | 0,0  | 59   | 3,9 | 0,9 | 0,3 | 1,9 | 7,0  |
| 2016-2017 | Milwaukee Bucks     | 58  | 39  | 19,4 | 51,5 | 0,0  | 69,2 | 5,1 | 1,0 | 0,5 | 1,3 | 6,8  |
| 2017-2018 | Milwaukee Bucks     | 76  | 69  | 25,9 | 57,2 | 14,3 | 57,0 | 6,8 | 1,5 | 0,6 | 1,4 | 8,8  |
| 2018-2019 | Milwaukee Bucks     | 14  | 0   | 13,4 | 46,3 | 35,5 | 60,0 | 5,1 | 1,0 | 0,5 | 0,8 | 5,6  |
| 2019-2020 | Cleveland Cavaliers | 29  | 2   | 14,2 | 50,8 | 19,4 | 51,5 | 3,9 | 1,5 | 0,6 | 1,1 | 5,0  |
| 2019-2020 | Detroit Pistons     | 11  | 6   | 17,1 | 66,7 | 40,0 | 46,2 | 4,4 | 1,0 | 0,7 | 0,9 | 6,9  |
| Carriera  | Carriera            | 445 | 160 | 19,7 | 54,0 | 25,0 | 56,8 | 5,3 | 1,1 | 0,5 | 1,4 | 7,6  |

#### Play-off
| Anno     | Squadra         | PG | PT | MP   | TC%  | 3P% | TL%  | RP  | AP  | PRP | SP  | PP  |
| -------- | --------------- | -- | -- | ---- | ---- | --- | ---- | --- | --- | --- | --- | --- |
| 2013     | Milwaukee Bucks | 4  | 0  | 8,3  | 27,3 | 0,0 | 0,0  | 2,0 | 0,3 | 0,5 | 0,0 | 1,5 |
| 2015     | Milwaukee Bucks | 6  | 0  | 25,5 | 58,5 | 0,0 | 35,7 | 8,0 | 0,7 | 0,8 | 1,7 | 8,8 |
| 2017     | Milwaukee Bucks | 2  | 0  | 6,0  | 25,0 | 0,0 | 0,0  | 2,0 | 0,0 | 0,5 | 0,0 | 1,5 |
| 2018     | Milwaukee Bucks | 2  | 2  | 37,0 | 69,2 | 0,0 | 50   | 6,0 | 2,5 | 0,0 | 3,5 | 9,5 |
| Carriera | Carriera        | 14 | 2  | 19,4 | 53,6 | 0,0 | 41,2 | 5,1 | 0,7 | 0,6 | 1,2 | 5,8 |

## Palmarès
- McDonald's All-American Game (2009)